# Polynoe tenuisetis
Polynoe tenuisetis är en ringmaskart som beskrevs av Grube 1856. Polynoe tenuisetis ingår i släktet Polynoe och familjen Polynoidae. Inga underarter finns listade i Catalogue of Life.